# Big5
Big 5 o Big5 es un código de caracteres usado en Taiwán, Hong Kong y Macao para ideogramas tradicionales. Su equivalente en China continental es GB.

## Organización
El juego de caracteres original Big5 estaba ordenado por frecuencia de uso, después por número de trazos, y al final, por radicales Xangxi.
Este Big5 inicial no contenía muchos caracteres de uso común. Para resolver este problema, cada proveedor desarrollaba una extensión propia. La extensión ETen se volvió parte del Big5 actual por su popularidad.
La estructura de Big5 no se adecua al estándar ISO 2022, sino que guarda cierta semejanza con la codificación Shift JOS. Es un juego de caracteres de dos bytes u octetos (DBCS, por sus siglas en inglés: double-byte character set), con la siguiente estructura:
Primer byte (lead byte): 0x81 a 0xfe.
Segundo byte: 0x40 a 0x7e, 0xa1 a 0xfe.
Algunas variantes de Big, como el HKSCS usan un rango ampliado para el primer byte, al incluir valores entre 0x81 y 0xA0, de manera similar al Shift JIS.
Si el segundo byte no se encuentra en el rango correcto, se da un comportamiento indefinido, que varía de sistema a sistema.
- Datos: Q858372